# Razvanje
Razvanje is een plaats in Slovenië en maakt deel uit van de gemeente Maribor in de NUTS-3-regio Podravska. De plaats telde 1.327 inwoners op 1 januari 2020.